# ينس أيلستروب راسموسن
ينس إيلستروب راسموسن (بالدنماركية: Jens Eilstrup Rasmussen)‏ هو مهندس برمجيات دنماركي ومدير تنفيذي تقني ومؤسس مشارك لشركة «وير 2 تكنولوجيز» التي أدت إلى إنشاء خرائط جوجل.

## النشأة
بعد تخرجه في عام 1986، التحق راسموسن بجامعة آرهوس لدراسة علوم الكمبيوتر والرياضيات.

## براءات الاختراع
يحمل راسموسن براءات اختراع في خمسة وثلاثين خدمة وتطبيقات برمجية.

## الجوائز
فازت خرائط جوجل بجائزتين من جوائز ويبي في عام 2006، إحداهما في فئة خدمات مواقع الويب العامة والأخرى في فئة أفضل الممارسات.